# Marathon van Rome 1996
De marathon van Rome 1996 werd gelopen op zondag 24 maart 1996. Het was de tweede editie van deze marathon.
De Ethiopiër Moges Taye finishte bij de mannen als eerste in 2:12.02. Zijn landgenote Fatuma Roba won bij de vrouwen in 2:29.05.

## Uitslagen
Mannen
| rang   | naam                 | land | tijd    |
| ------ | -------------------- | ---- | ------- |
| Goud   | Moges Taye           | ETH  | 2:12.02 |
| Zilver | Belaye Wolashe       | ETH  | 2:12.04 |
| Brons  | Francesco Ingargiola | ITA  | 2:12.36 |
| 4      | John Maundu          | KEN  | 2:13.22 |
| 5      | Leikun Gebremadhin   | ETH  | 2:13.28 |
| 6      | Michael Mukoma       | KEN  | 2:17.11 |
| 7      | Carlo Rovella        | ITA  | 2:17.23 |
| 8      | Nelson Kiyaka        | KEN  | 2:17.36 |
| 9      | Leandro Croce        | ITA  | 2:17.39 |
| 10     | Joseph Cheromei      | KEN  | 2:19.09 |
| 11     | Marcelo Cascabelo    | ARG  | 2:19.19 |
| 12     | Emanuele Zenucchi    | ITA  | 2:20.03 |

Vrouwen
| rang   | naam               | land | tijd    |
| ------ | ------------------ | ---- | ------- |
| Goud   | Fatuma Roba        | ETH  | 2:29.05 |
| Zilver | Ornella Ferrara    | ITA  | 2:31.30 |
| Brons  | Iris Biba          | GER  | 2:32.15 |
| 4      | Elfenesh Alemu     | ETH  | 2:36.29 |
| 5      | Lidia Camberg      | POL  | 2:38.47 |
| 6      | Volha Yudenkova    | BLR  | 2:39.24 |
| 7      | Ljoebov Morgoenova | RUS  | 2:40.42 |
| 8      | Irina Sklyarenko   | UKR  | 2:42.01 |
| 9      | Silvana Trampuz    | ITA  | 2:42.05 |
| 10     | Annie Coathalem    | FRA  | 2:47.20 |
| 11     | Agnes Jakab        | HUN  | 2:48.25 |
| 12     | Ljoedmila Petrova  | RUS  | 2:53.09 |

1982 ·
1983 ·
1984 ·
1985 ·
1986 ·
1987 ·
1988 ·
1989 ·
1990 ·
1991 ·
1995 ·
1996 ·
1997 ·
1998 ·
1999 ·
2000 ·
2001 ·
2002 ·
2003 ·
2004 ·
2005 ·
2006 ·
2007 ·
2008 ·
2009 ·
2010 ·
2011 ·
2012 ·
2013 ·
2014 ·
2015 ·
2016 ·
2017